# Apollo-Theater (Wien)

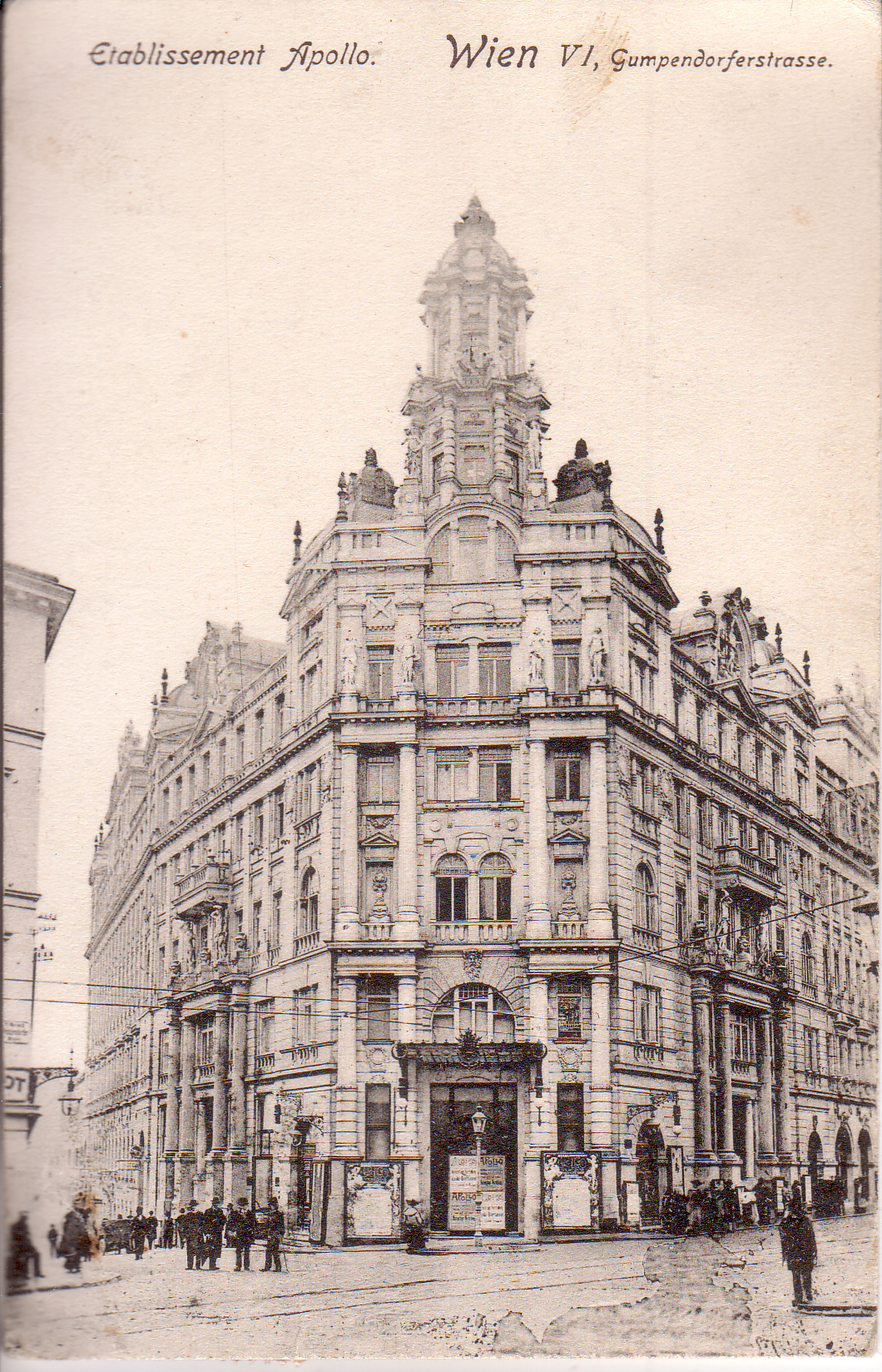
Das Etablissement Apollo, kurz nach der Eröffnung im Jahre 1905

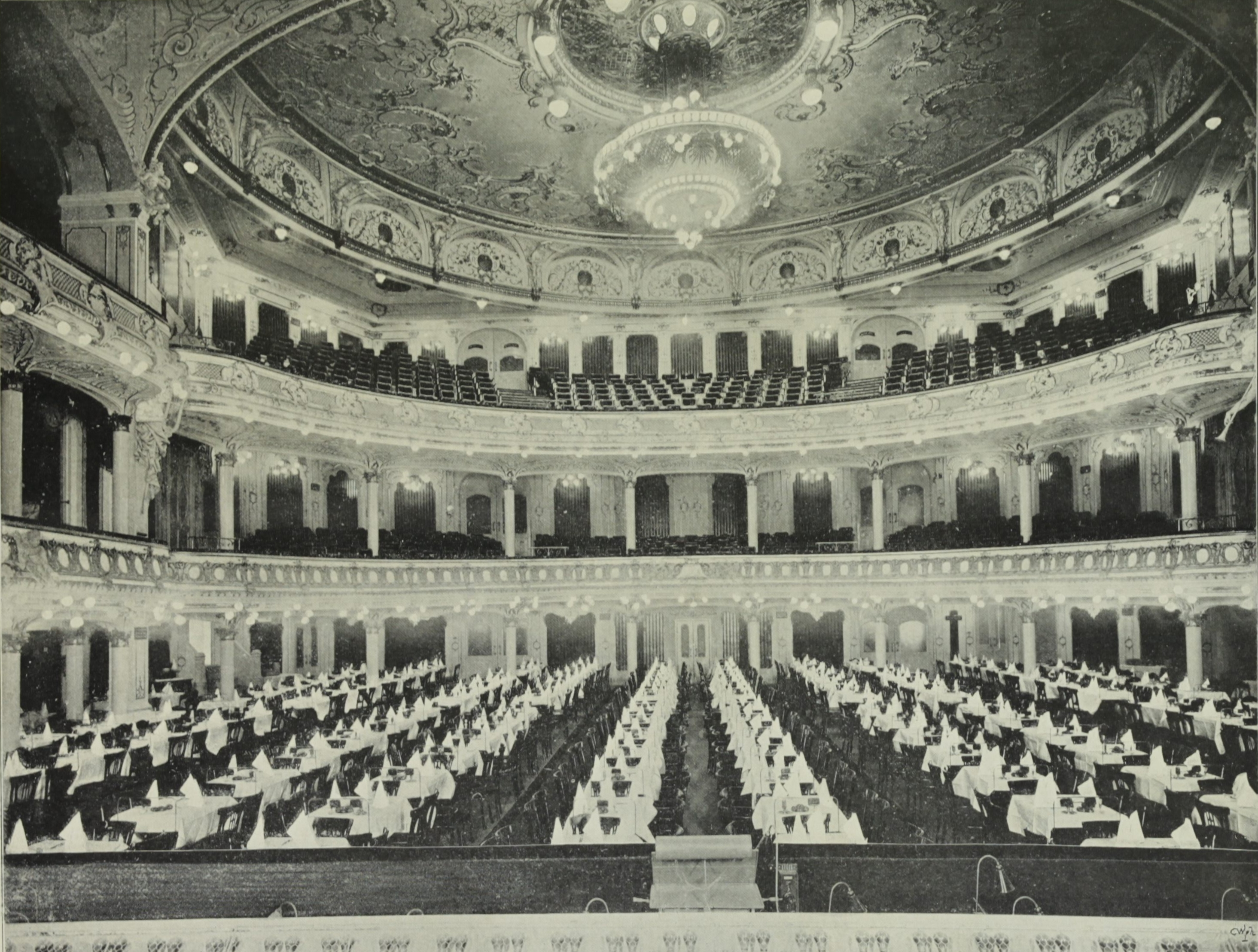
Zuschauerraum (1904)

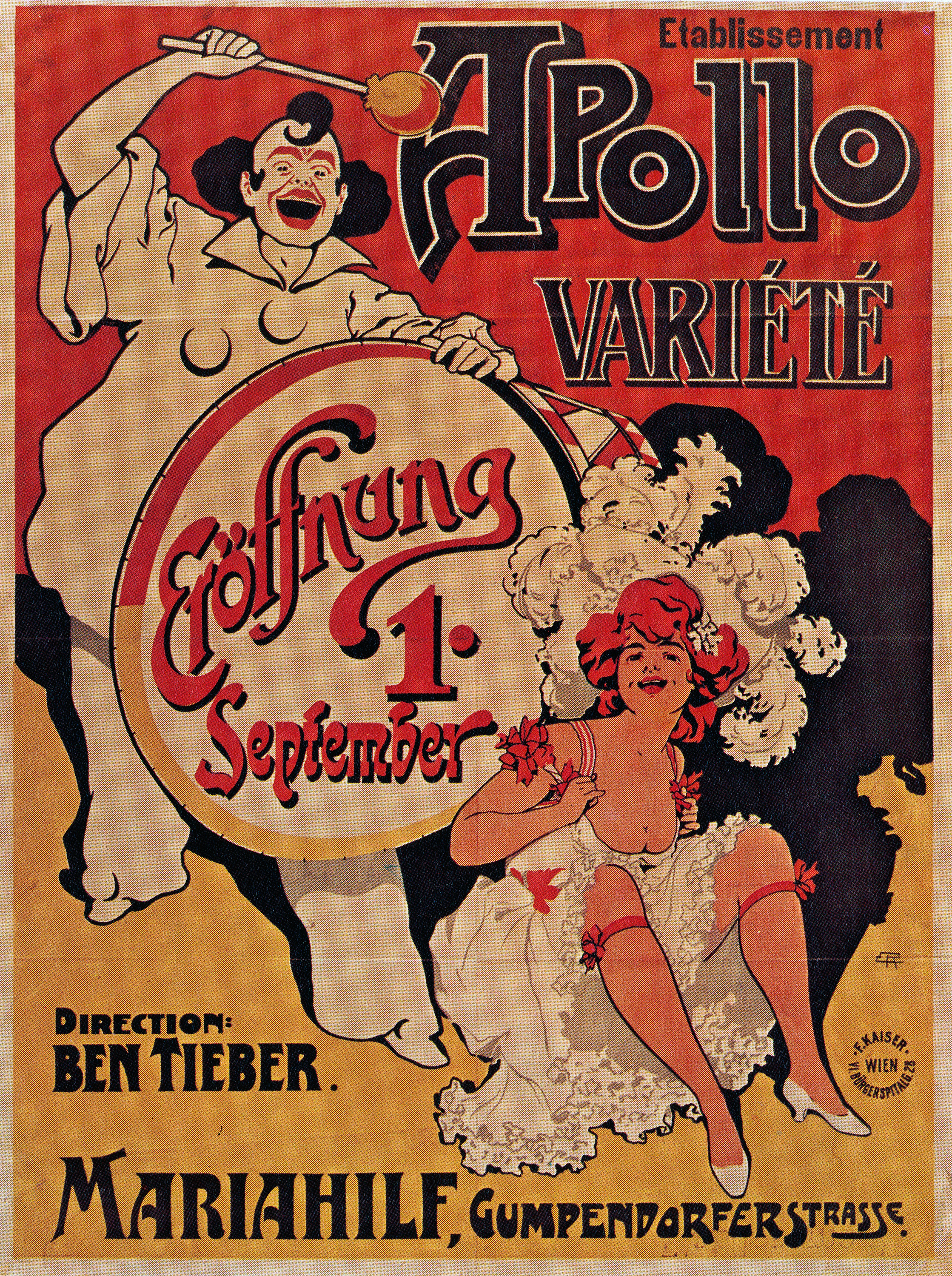
Etablissement Apollo, Variété, Plakat zur Eröffnung am 1. September 1904

Das Apollo-Theater war eine Theater- und Varieté-Institution im Wiener Stadtteil Mariahilf, die als Uraufführungsstätte einer Reihe von Operetten von Ralph Benatzky und seit 1929 auch als Kino Bedeutung erlangte.

## Geschichte
An der Stelle des Etablissement Apollo stand ursprünglich das Palais Kaunitz. 1903 wurde der Grund von der Apollo-Baugesellschaft, die im Eigentum des Rechtsanwaltes Ludwig Herz stand, angekauft. Im Jänner 1903 suchte Herz um die Baubewilligung für ein Wohn- und Geschäftshaus sowie ein Vergnügungs-Etablissement an, die er auch noch im laufenden Jahr erhielt.
1904 wurde der in der Gumpendorfer Straße an der Ecke zur Kaunitzgasse im 6. Bezirk, Mariahilf, gelegene, von Eduard Prandl geplante Gebäudekomplex fertiggestellt. Er umfasste neben einem Hotel und drei Zinshäusern auch das Apollo-Theater. Das Haus feierte am 1. September 1904 Eröffnung, einen Tag später beging Ludwig Herz wegen persönlicher, aus Bauspekulationen stammender finanzieller Schwierigkeiten Selbstmord.
Unter Direktor Ben Tieber (1867–1925) – ab 1905 war er Eigentümer – wurde das Apollo in den folgenden Jahren zum beliebtesten Varietétheater Wiens, das seinen größten Konkurrenten, das Etablissement Ronacher, bald überholen konnte – nicht zuletzt durch die Spezialisierung auf Nuditäten. So traten das Ensemble der Folies Bergère und die exotische Mata Hari im Apollo auf.
Da nach dem Ersten Weltkrieg kaum mehr ausländische Künstler verpflichtet werden konnten, begann der Niedergang des Varietés. 1923 erhielt Tieber daher die Bewilligung, das Apollo als Singspielhalle zu führen. Er trat jedoch bald aus gesundheitlichen Gründen zurück. Die nachfolgenden Leiter führten das Theater in ein immer größeres Defizit. Nach Tiebers Tod 1925 erbten dessen minderjährige Kinder das Apollo. Ihr Vertreter, der Anwalt Richard Preßburger, versuchte noch 1928 eine erweiterte Konzession zu erlangen, doch ist keine Reaktion darauf bekannt, so dass das Haus 1928 geschlossen wurde. Am 22. Dezember 1928 kaufte die (bis 1999) im Eigentum der Stadt Wien stehende Kiba das Theater und ließ es 1929 vom Architekten Carl Witzmann zum Apollo-Kino umbauen, das bis heute besteht.

## Uraufführungen (Auswahl)
- Bruno Granichstaedten: Lolotte (30. Juli 1910)
- Hermann Dostal: Der fliegende Rittmeister (5. Oktober 1912)
- Ralph Benatzky: Prinzchens Frühlingserwachen! (16. März 1914)
- Bruno Granichstaedten: Walzerliebe (16. Februar 1918)
- Ralph Benatzky: Die tanzende Maske (1. Dezember 1918)
- Ralph Benatzky: Apachen (20. Dezember 1920)
- Bruno Granichstaedten: Indische Nächte (25. November 1921)